# Czyżew
Czyżewⓘ é um município no nordeste da Polônia. Pertence à voivodia da Podláquia no condado de Wysokie Mazowieckie. É a sede da comuna urbano-rural de Czyżew. Estende-se por uma área de 5,2 km², com 2 457 habitantes, segundo o censo de 31 de dezembro e 2024, com uma densidade populacional de 470 hab./km².
O rio Brok flui pela cidade, que está localizada a 2,5 km da fronteira com a voivodia da Mazóvia, na região histórica e geográfica da Mazóvia, na antiga Terra de Nur.
Czyżew obteve os direitos de cidade em 1713, confirmados em 1775, retirados em 1870. Recuperou seus direitos de cidade (confirmado em 1775) em 1 de janeiro de 2011. Ao mesmo tempo, as aldeias de Czyżew-Stacja e Czyżew-Złote Jabłko foram anexadas a Czyżew. Até o final de 2010, o nome Czyżew-Osada estava em vigor.

## História administrativa
Czyżew obteve o foral de cidade em 1738 (confirmado em 1775). A antiga cidade é territorialmente idêntica ao distrito cadastral de Czyżew-Osada e seu subúrbio Pociejewo.
Em 13 de outubro de 1870, o czar Alexandre II revogou os direitos de cidade de Czyżew e a transformou em um assentamento, incorporado à comuna rural de Dmochy-Glinka. Desde então, a antiga cidade foi chamada de Czyżew-Osada, a fim de distingui-la de muitas aldeias vizinhas (Czyżew Kościelny, Czyżew-Stacja, Czyżew-Ruś-Kolonia, Czyżew-Ruś-Wieś, Czyżew-Chrapki, Czyżew-Pociejewo, Czyżew-Siedliska, Czyżew-Sutki, Czyżew-Złote Jabłko).
Durante a Segunda República Polonesa pertenceu ao condado de Wysokie Mazowieckie, na voivodia de Białystok. Em 16 de outubro de 1933, a gromada Czyżew osada foi criada na comuna de Dmochy-Glinki, abrangendo a cidade de Czyżew-Osada. Após a guerra (1 de janeiro de 1949), o nome da comuna de Dmochy-Glinka foi mudado para Czyżew, com sede em Czyżewo-Osada. Nos anos 1954–1972, a aldeia pertencia e era a sede das autoridades distritais da gromada de Czyżew-Osada. Em 1 de janeiro de 1973, tornou-se a sede da recém-criada comuna de Czyżew-Osada. Nos anos 1975–1998, a cidade pertenceu administrativamente à voivodia de Łomża.
Em 1 de janeiro de 2011, a cidade de Czyżew foi reativada. É importante notar que a cidade moderna (área de 522,98 ha.) é muito maior que a cidade histórica de Czyżew (ou seja, Czyżewa-Osada com uma área de 197,53 ha.), que cobre apenas 38% da área. A razão para isso é a incorporação das aldeias de Czyżew Kościelny (74,46 ha. ou 14% da área), Czyżew-Stacja (50,01 ha. ou 10%) e áreas significativas da aldeia de Czyżew-Złote Jabłko (89,61 ha. ou 17%), Czyżew-Ruś-Wieś (59,90 ha. ou 11%), Czyżew-Chrapki (24,42 ha. ou 5%) Czyżew-Siedliska (22,88 ha. ou 4%) e Czyżew-Sutki (4,17 ha. ou 1%). Tanto o nome da cidade quanto da comuna foram fixados em Czyżew (até 2010, o nome da comuna era Czyżew-Osada).
Em 23 de março de 2011, todos os oito conselhos de aldeia na nova cidade de Czyżew foram abolidos: 1) Czyżew Bloky Kolejowe, 2) Czyżew Kościelny, 3) Czyżew Osada, 4) Czyżew Pociejewo, 5) Czyżew Stacja, 6) Czyżew Szkolny, 7) Czyżew Zarzecze, 8) Czyżew Złote Jabłko.
Atualmente (2023) Czyżew inclui oficialmente apenas duas partes da cidade: Czyżew Kościelny (SIMC 0395990) e Czyżew-Pociejewo (SIMC 0396009).

## História
O nome Cisow aparece em um documento de 1187 Cisow ... cum ecclesia mencionado como propriedade dos cânones de Płock (Código de diplomas da Polônia, I, 14).

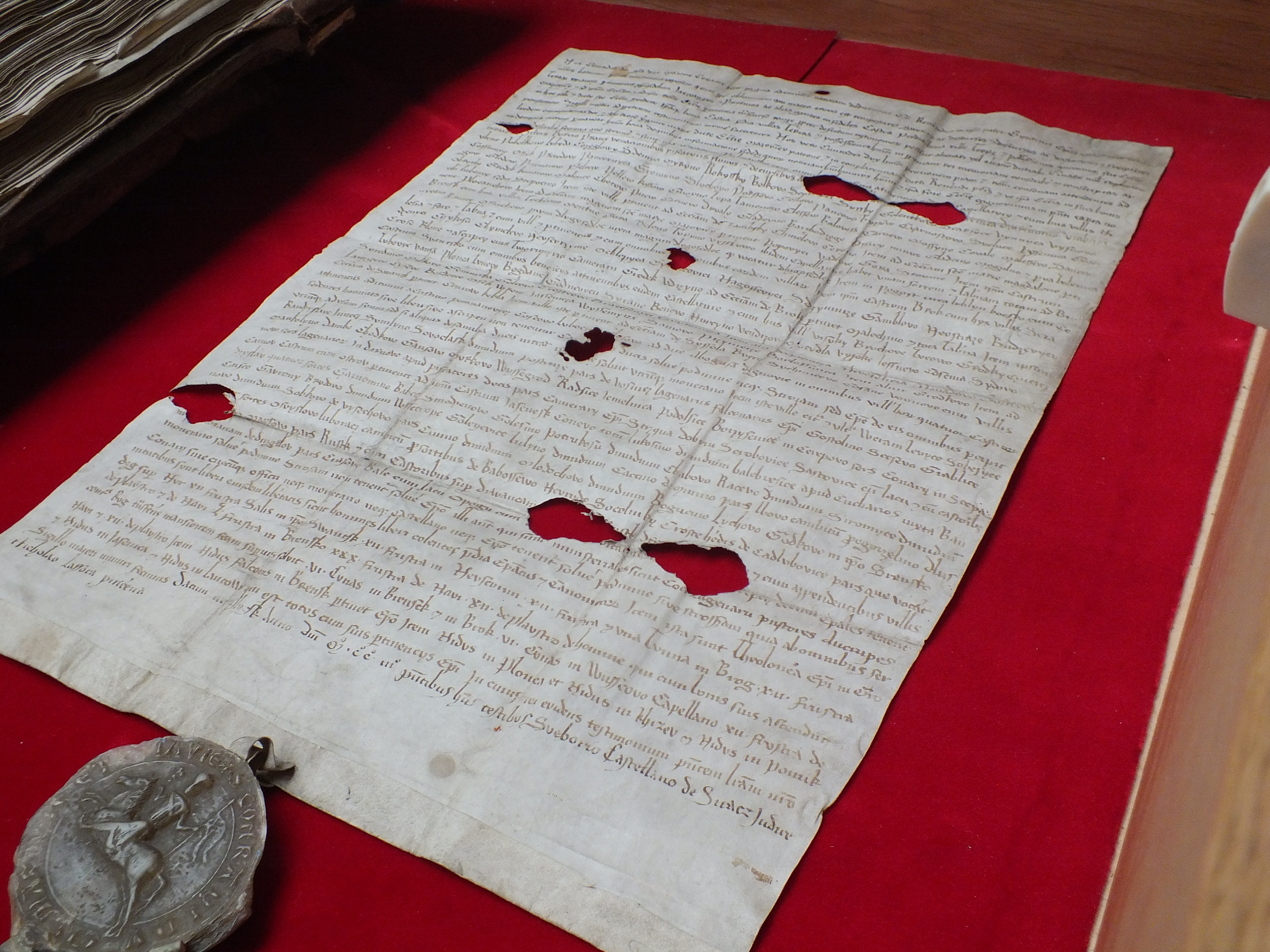
Documento do príncipe Conrado da Mazóvia confirmando a propriedade do bispado de Płock

Mencionada entre as aldeias da castelania de Święck-Strumiany no inventário das aldeias do bispado de Płock. Num documento de 1239, localizado nos arquivos diocesanos de Płock (conservado no Museu Diocesano de Płock), que se refere à castelania de Święck, é mencionado o assentamento de Cysevo. Provavelmente destruída no século XIII. Fundada novamente no final do século XIV. No registro mais antigo da Chancelaria de Janusz I de Varsóvia dos anos 1414–1426 está escrito:
- 1417 — Krystyn de Czyżew vendeu a Maciej de Czyżew 10 volok (unidade medieval tardia de medição de terras) nesta aldeia, e Janusz I de Varsóvia concedeu os direitos de Magdeburgo a estes e a outros 20 volok que ele passou para ele
- 1418 — Janusz I de Varsóvia deu a Wacław de Czyżew 10 volok da floresta de Łętowo no condado de Nurskim
- 1422 — Janusz I de Varsóvia vendeu 10 volok junto a esta aldeia, no rio Bug, a Maciej de Czyżew
- 1423 — Andrzej de Czyżew vendeu aos irmãos Wojciech e Piotr de Chabdzin da região de Czerski, 10 volok em Czyżew.[21]

A partir do século XV, a cidade pertenceu à família Czyżewski do brasão de armas de Pobóg. Naquela época, obteve os direitos de Magdeburgo confirmados em 1476. Na segunda metade do século XVI, dividiu-se em várias pequenas aldeias nobres com o nome comum de Czyżewo.
Principalmente, os nomes das aldeias e assentamentos foram derivados dos nomes de seus fundadores. E assim, por exemplo, Czyżewo foi fundado por Czyż. No período posterior de funcionamento das aldeias e assentamentos, os nomes das famílias mais famosas e influentes que viviam em uma determinada área foram derivados de seus nomes. Assim, os Czyżewskis viveram em Czyżew.
Czyżew foi propriedade de Anna Czyżewska e, a partir de 1596, esteve na posse dos Godlewskis do brasão de armas de Gozdawa. Em 1738, graças aos esforços de Marek e Karol Godlewski, a cidade obteve o privilégio de direitos municipais do rei Augusto III. A pedido de outra proprietária da parte dos Czyże - Eleonora Godlewskie Wodzińska, os direitos foram confirmados pelo Parlamento em 1775.
Em 1779, Anna de Wodziński Brzostowska tornou-se a próxima proprietária da cidade. A partir do final do século XVIII, ela esteve na posse de Tadeusz Skarżyński, juiz da Polônia do Congresso e parlamentar da região de Łomża. Em 1838, a cidade tornou-se propriedade de Dorota Ośmiałowski, que com o marido Leopold Sokołowski comprou mais seções e a fazenda Czyżewo Kościelne.

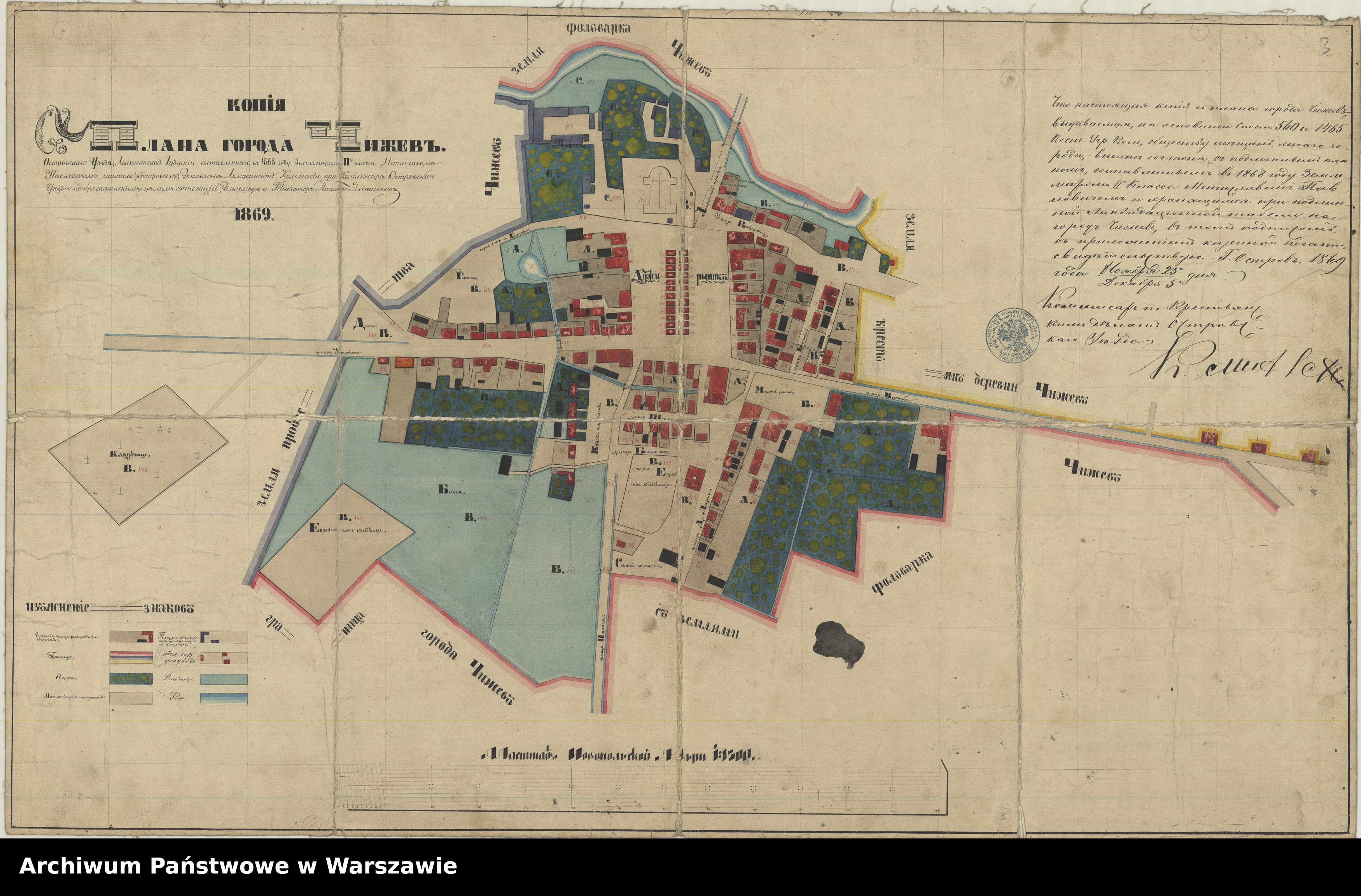
Mapa da cidade de Czyżew de 1869

No final do século XIX, a vila ficava no condado de Ostrów, na comuna de Dmochy-Glinki e na paróquia de Czyżew. Naquela época, o assentamento de Czyżew tinha uma igreja paroquial de tijolos, um tribunal municipal do 3.º distrito, um escritório municipal, uma escola primária, uma sinagoga e uma estação de correios. Em 1827, havia 74 casas e 811 habitantes no assentamento. A construção da linha ferroviária Varsóvia-São Petersburgo em 1862 contribuiu para o aumento do número de habitantes. Em 1860 havia 1 508 habitantes, incluindo 1 462 judeus, e em 1890, 1 984 habitantes e 121 casas. Em 1899, Czyżew tinha 2 300 habitantes, incluindo 94% da nacionalidade judaica.
Em 1864, a cidade foi colocada em situação de privilégio e, em 1870, perdeu os seus direitos municipais. Naquela época, havia duas sinagogas. Na praça principal retangular, atualmente atravessada pela estrada nacional n.º 63, até por volta de 1900 havia casas de madeira.
Em 1921, foi especificado:
- A cidade de Czyżewo. Foram contados 199 edifícios para fins residenciais e 3 outros habitados, além de 1 835 habitantes (847 homens e 988 mulheres). 240 pessoas apresentaram nacionalidade polonesa e 1 595 judias;
- Na estação ferroviária de Czyżewo, onde havia 37 edifícios residenciais com 311 habitantes (132 homens e 179 mulheres). 211 pessoas deram de nacionalidade polonesa e 100 judias;
- Em Czyżewo Kościelne: um assentamento de moinho e uma vila. Havia um total de 21 edifícios residenciais e 200 habitantes (100 homens e 100 mulheres). A nacionalidade polonesa foi fornecida por 141 pessoas e 59 por judeus.[28]

Em 5 de janeiro de 1937, durante a feira em Czyżewo, as milícias da Nacional-Democracia atacaram lojistas judeus. Várias dezenas de pessoas foram espancadas, incluindo 14 severamente. Duas pessoas  morreram como resultado dos ferimentos.
Em agosto de 1941, cerca de 1 800 judeus de Czyżew foram assassinados pelos alemães perto da cidade de Szulbor Wielkie. Para cerca de 200 sobreviventes dos assassinatos, um pequeno gueto foi criado na rua Polnej. Em 2 de novembro de 1942, o gueto foi liquidado e seus habitantes foram transportados para Zambrów.
Até 1948, a cidade era sede da comuna de Dmochy-Glinki. Nos anos de 1954 a 1972, a cidade estava na Gromada de Czyżew-Osada. Em 31 de dezembro de 1959, as aldeias da Gromada de Czyżew-Stacja foram anexadas a esta Gromada. Nos anos 1975–1998, a cidade pertenceu administrativamente à voivodia de Łomża.
Em 13 de outubro de 2007, o Presidente da República da Polônia, Lech Kaczyński, recebeu a cidadania honorária da comuna.
Em 2008, 2 670 pessoas viviam na cidade, após uma queda temporária na população, o número de habitantes começou a subir novamente e atualmente é de 2 643 pessoas.
Em 1 de janeiro de 2011, Czyżew recuperou seus direitos municipais após mais de 140 anos. Até 3 de maio de 2012, era a única cidade da Polônia sem brasão.
Uma história detalhada da cidade pode ser encontrada no site da Câmara Municipal.

Czyżew em mapas antigos
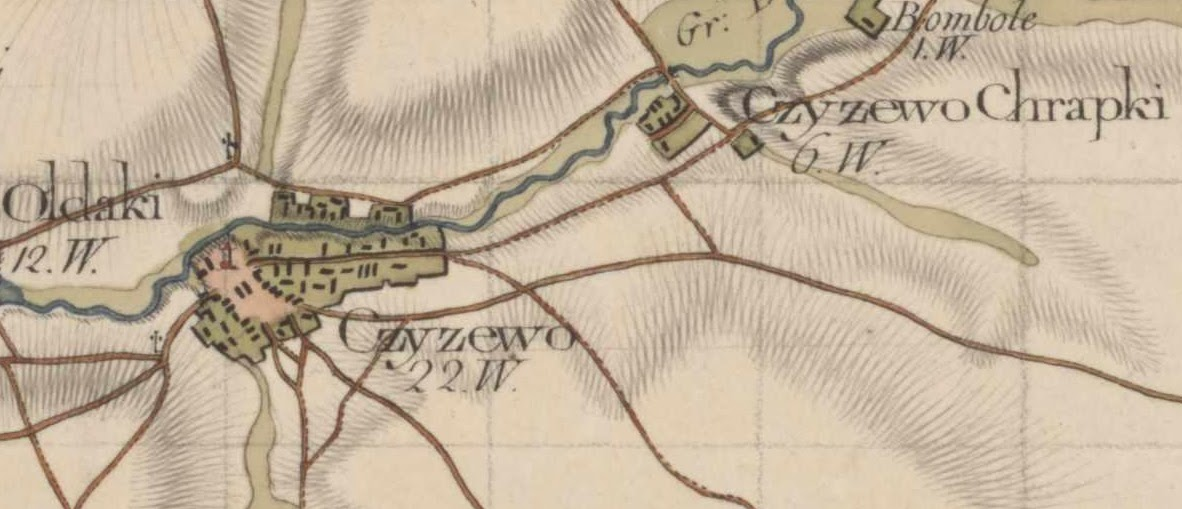
Mapa de 1795
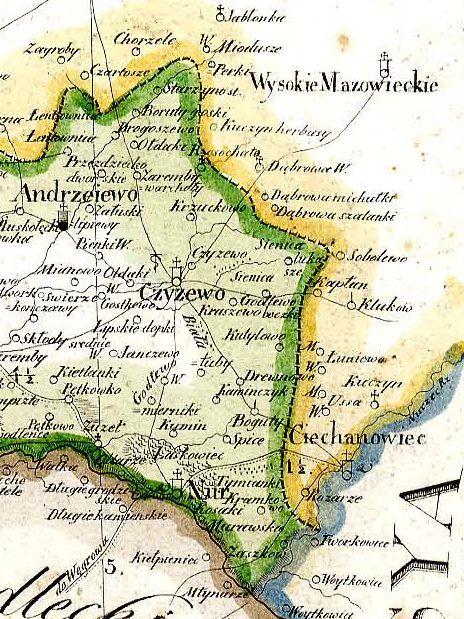
Mapa de 1826
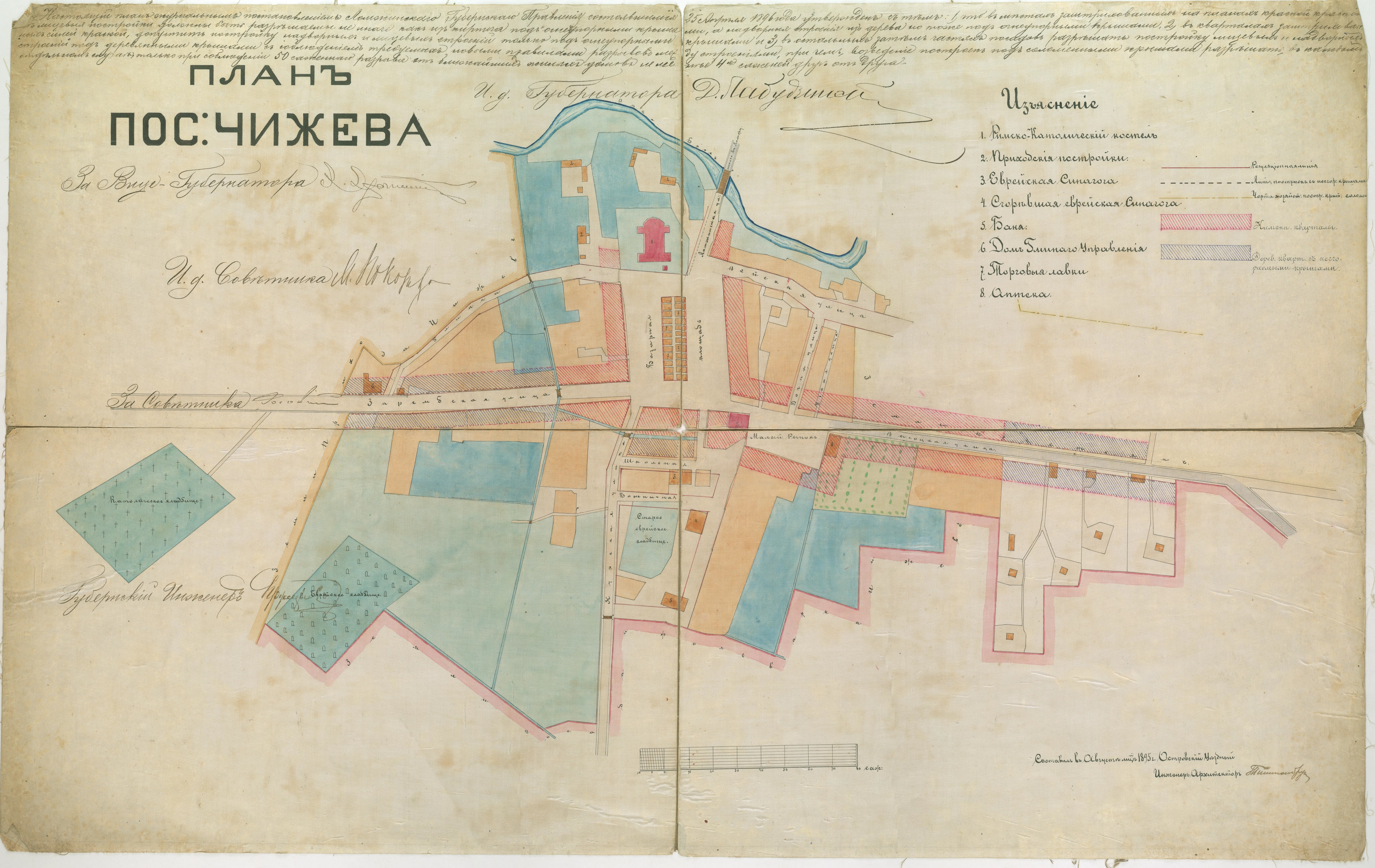
Planta da cidade de 1895
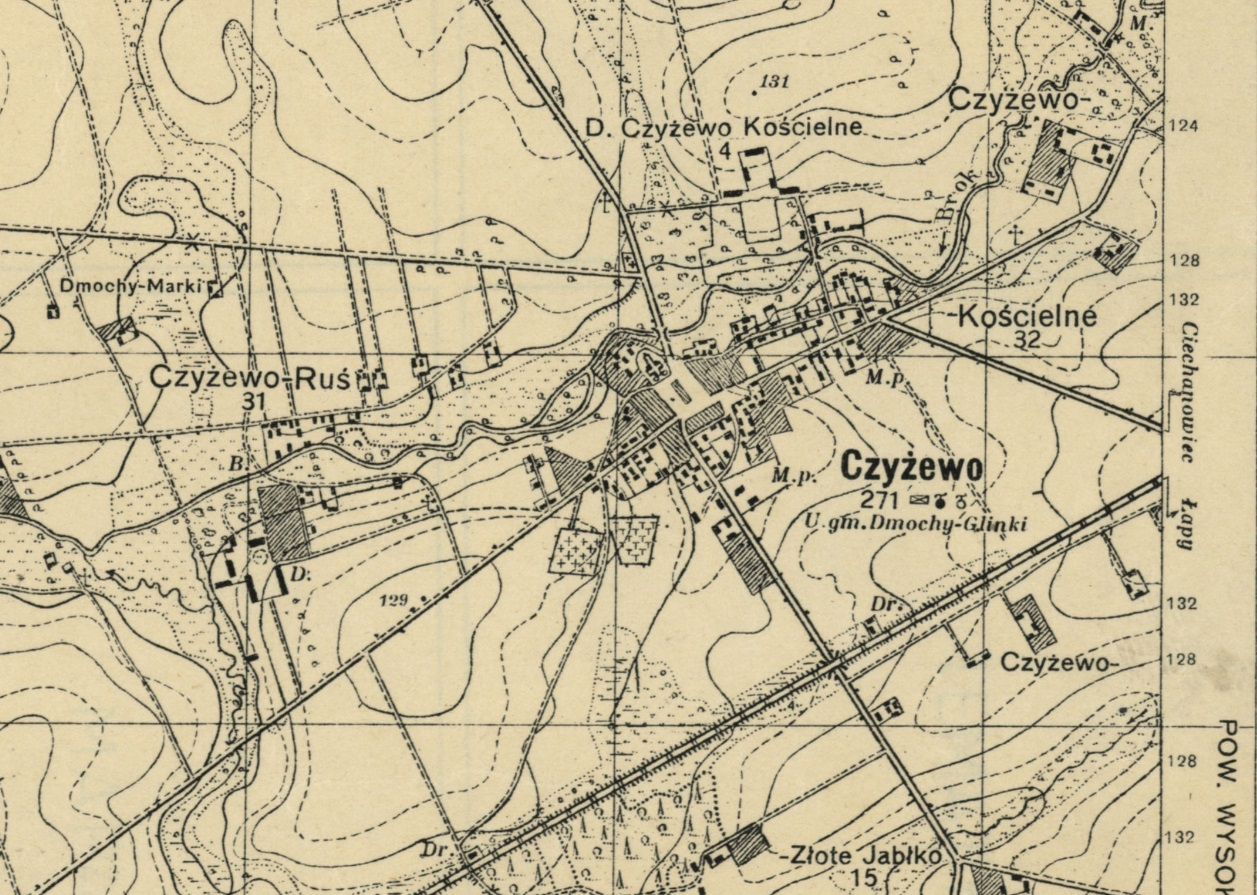
Mapa de 1935

### História da igreja

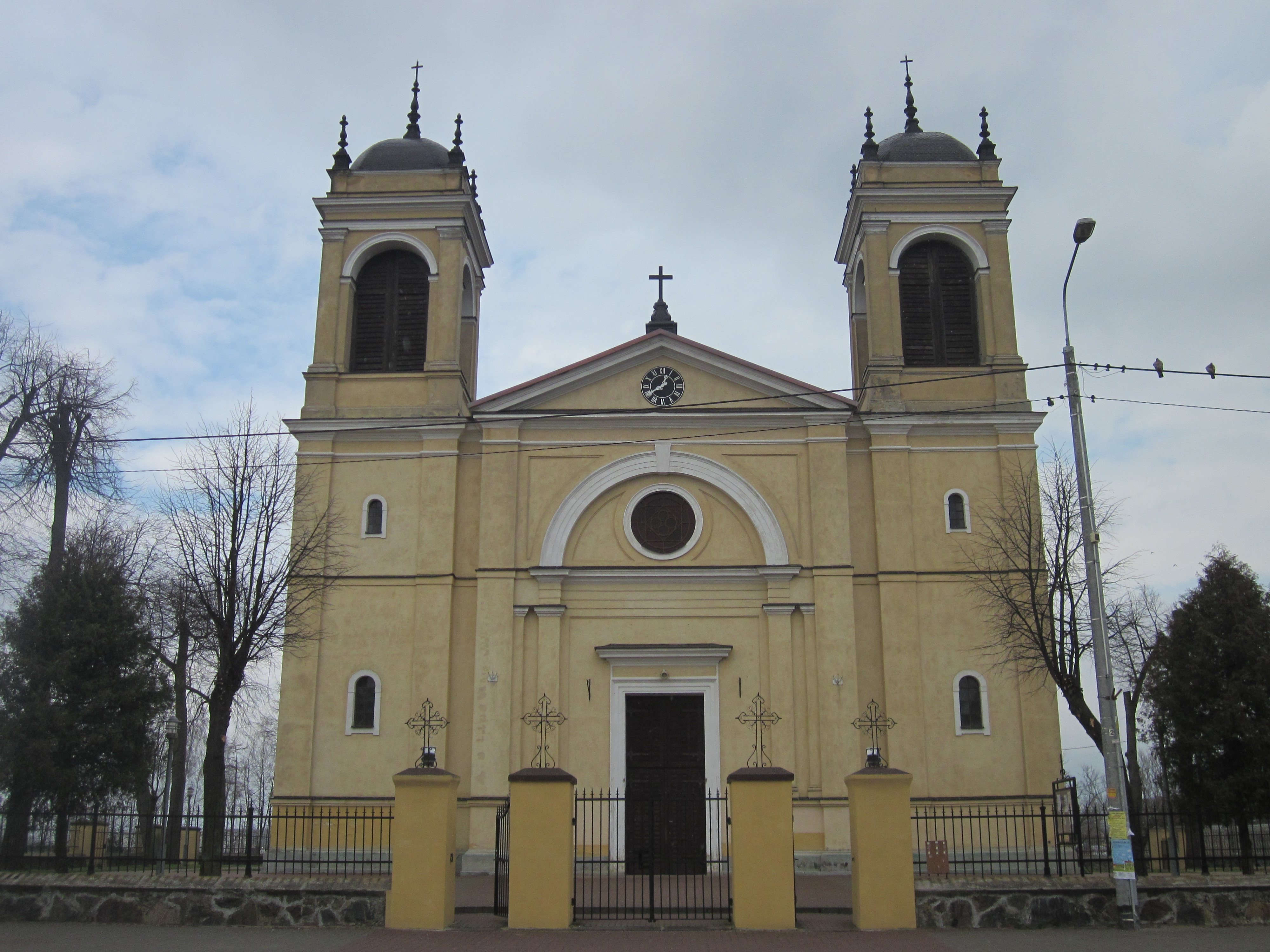
Igreja de São Pedro e São Paulo

A igreja original, dedicada a São Tiago, Apóstolo e Santa Ana, foi construída na primeira metade do século XV. Em 1487, ela foi reformada pelo carpinteiro Grzegorz, de Ciechanowiec. Outra igreja de madeira erguida em 1697 pelo padre Aleksander Godlewski, consagrada em 1710, sobreviveu até 1800. No seu lugar foi construída uma capela de madeira, abandonada e fechada em 1855. Ela acabou desabando durante uma tempestade em 1858. No mesmo ano, foi colocada a pedra angular para a construção de uma igreja paroquial neo-renascentista de tijolos (1869–1874), projetada por Leandro Marconi. A igreja foi construída graças aos esforços do padre Tomasz Godlewski e à ajuda financeira de sucessivos herdeiros de Gostków - Stanisław Budziszewski e Józef Małowieski. Foi consagrada em 1883. Naquela época, os fiéis da paróquia foram transferidos para a igreja de São Pedro e São Paulo.

## Prédios históricos

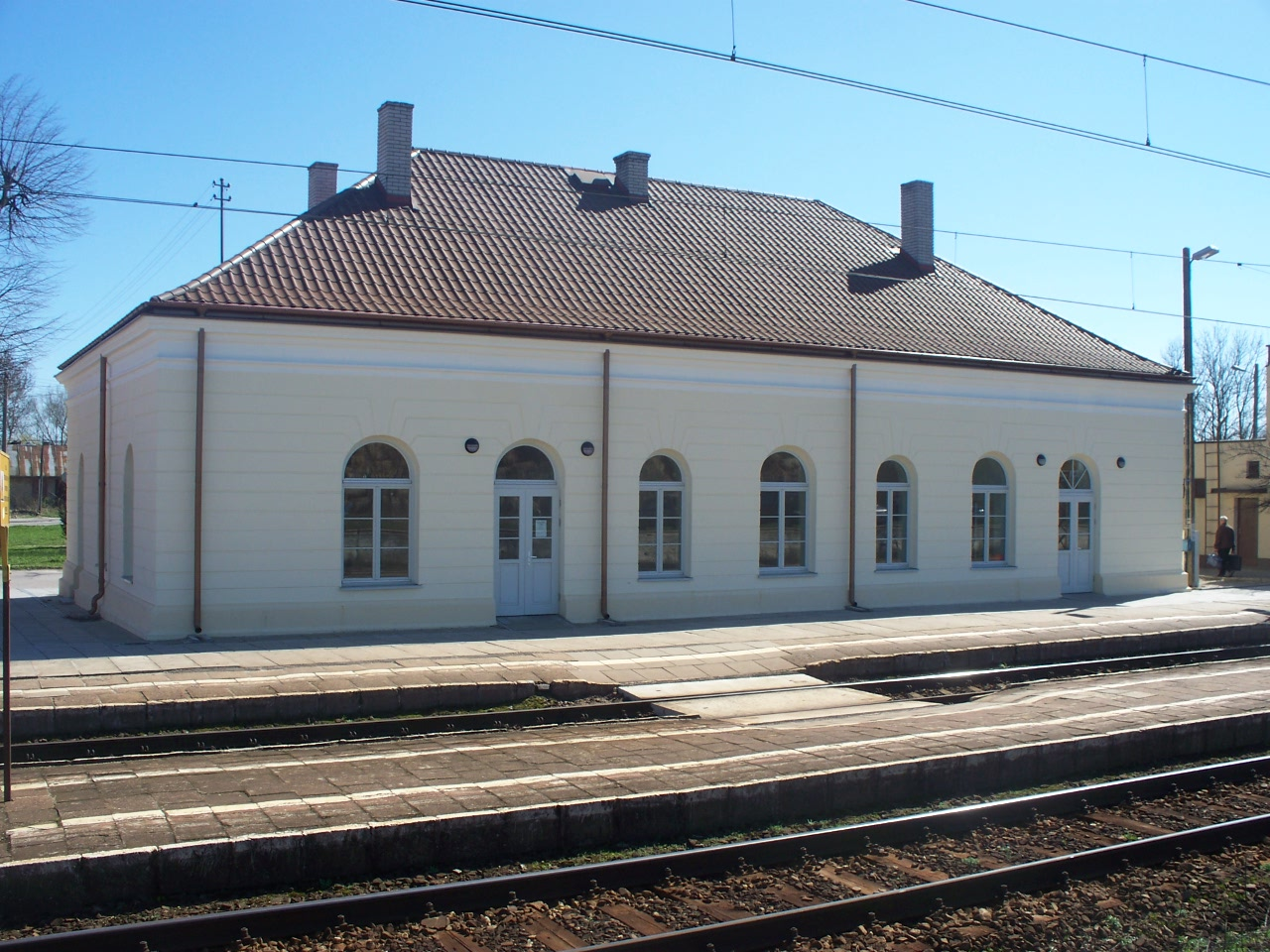
Edifício da estação ferroviária, atualmente sede do Museu de Czyżew

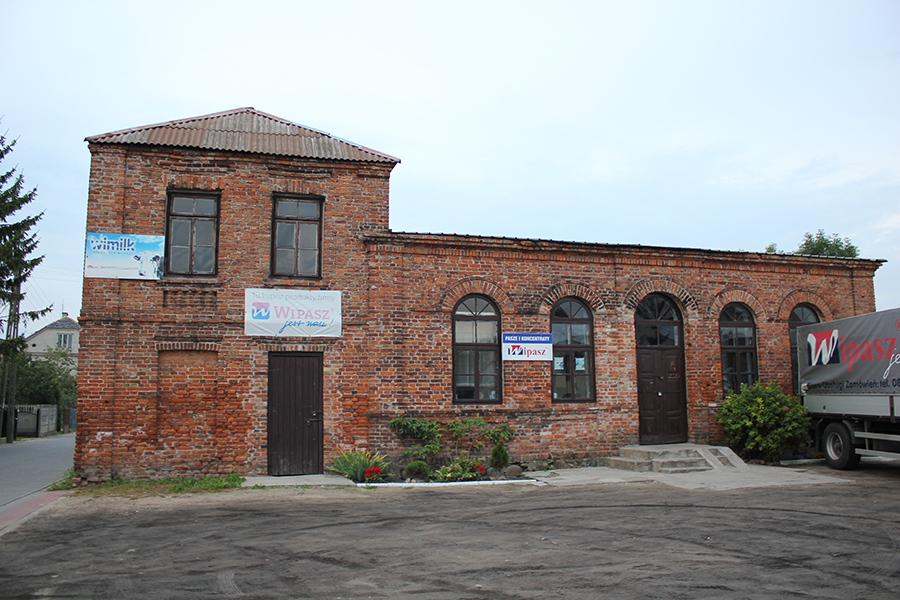
Sinagoga em Czyżew (rua Piwna)

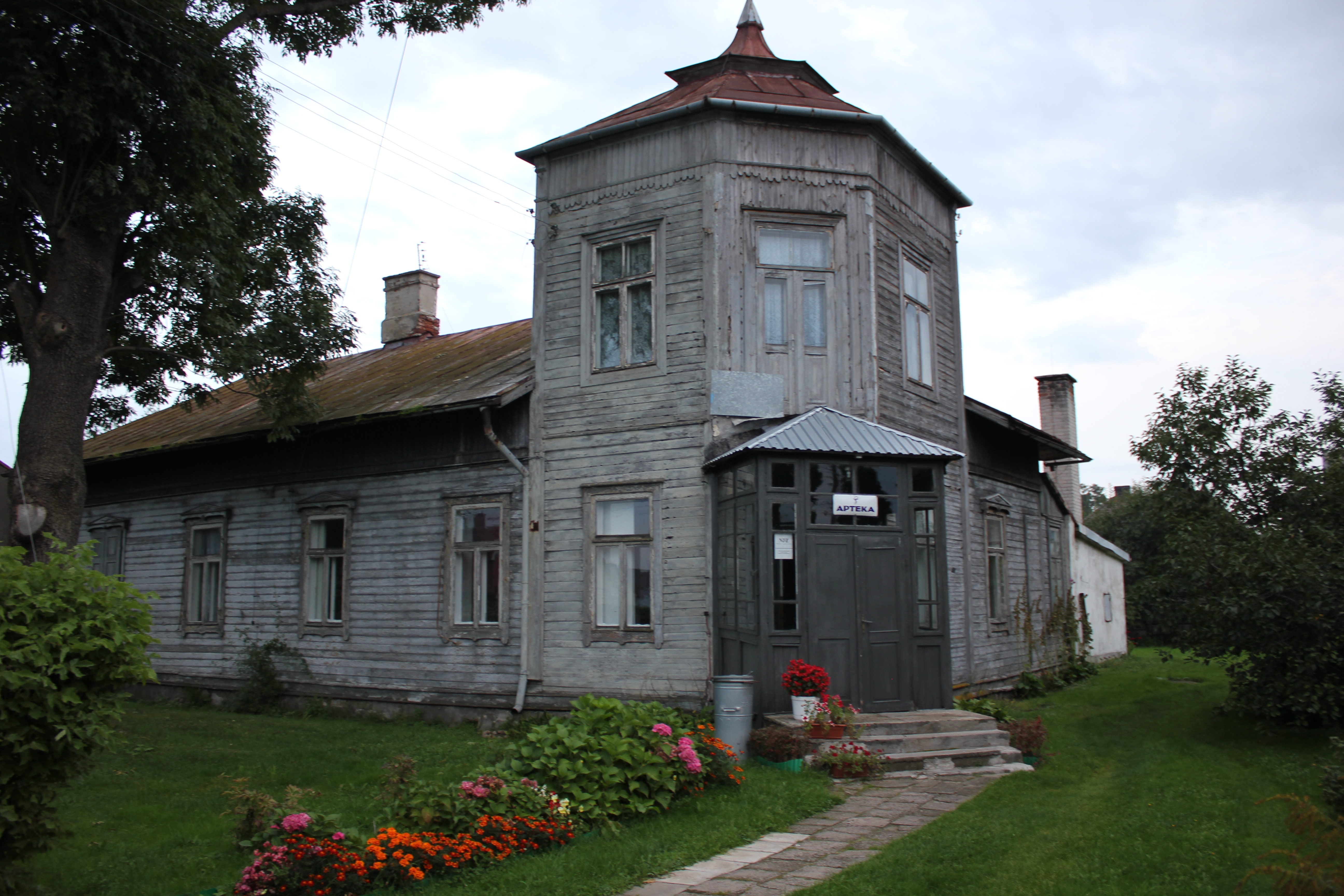
Casa de madeira na rua Mazowiecka 12

- Igreja paroquial de São Pedro e São Paulo, 1874
- Sinagoga, final do século XIX
- Parque, 2.ª metade do século XIX
- Casa de madeira, rua Mazowiecka 12, início do século XX
- Cemitério fundado em 1860
- Cemitério da Primeira Guerra Mundial[40]
- Túmulo de Stolzman do final do século XIX
- Capela do cemitério de 1868 como o túmulo de Józef Małowieski
- Túmulo de Godlewski de 1863
- Cripta de Sutkowski do final do século XIX com o brasão de armas de Pobóg
- Outras lápides do final do século XIX
- Cruz de beira de estrada de 1895 erigida por Jan Brulewski[41]

## Transportes
Czyżew está localizada na rota da estrada nacional n.º 63 e da estrada da voivodia n.º 690.
De Czyżewo você pode chegar à cidade:
- Zaręby Kościelne
- Andrzejewo
- Wysokie Mazowieckie (via Rosochate Kościelne)
- Kołaki Kościelne (por Rosochate Kościelne e Jabłonka Kościelna)
- Klukowo
- Brulino-Leipzig
- Boguty-Pianki
- Ciechanowiec (via Boguty-Pianki)

No distrito de Czyżew-Stacja, há uma estação ferroviária, de onde se pode ir a Varsóvia, Białystok, Katowice ou outras cidades — linha ferroviária n.º 6.
As conexões de ônibus são fornecidas pela empresa PKS.

## Demografia

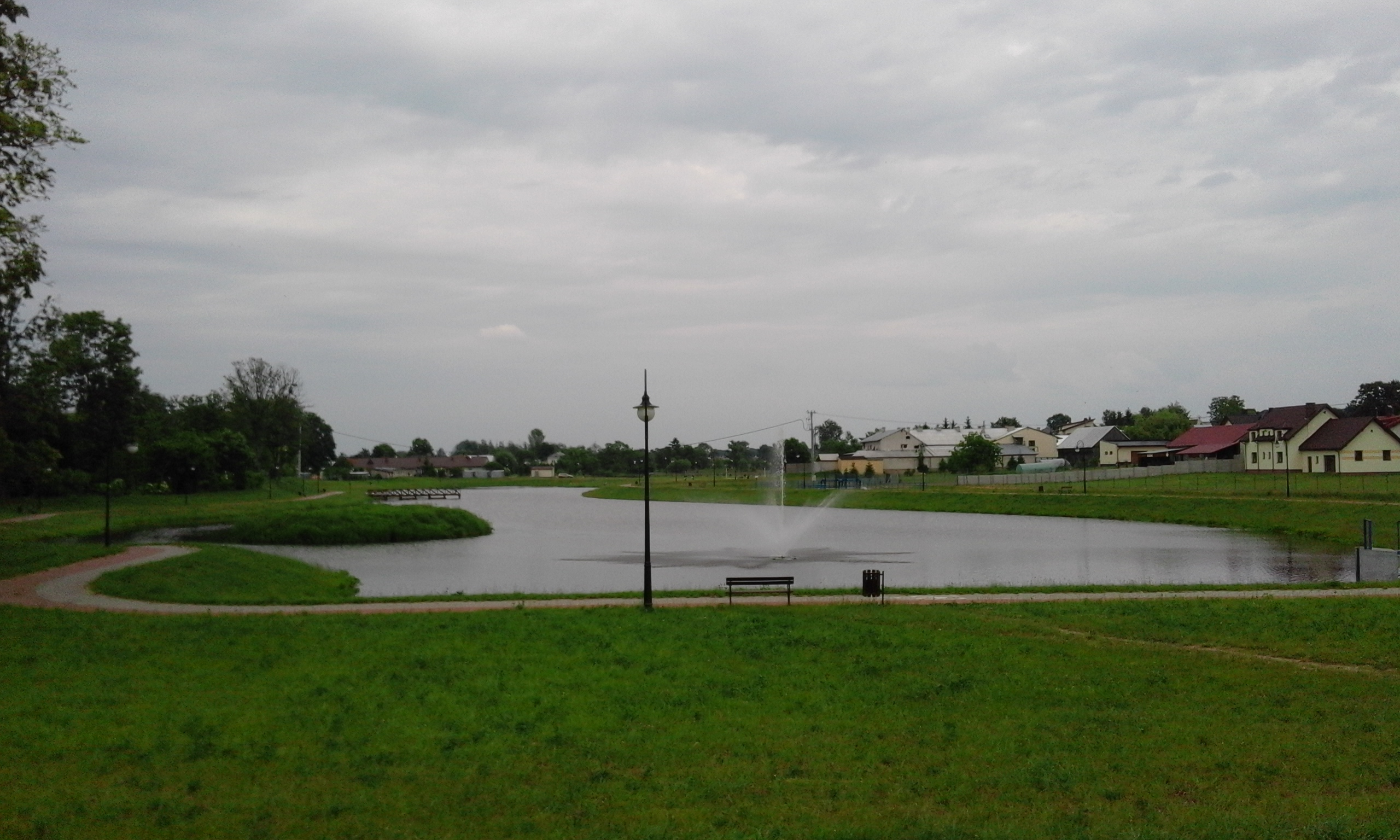
Lagoa em Czyżew

Conforme os dados do Escritório Central de Estatística da Polônia (GUS) de 31 de dezembro de 2024, Czyżew é uma cidade muito pequena com uma população de 2 457 habitantes (26.º lugar na voivodia da Podláquia e 800.º na Polônia), tem uma área de 5,2 km² (33.º lugar na voivodia da Podláquia e 853.º lugar na Polônia) e uma densidade populacional de 470 hab./km² (18.º lugar na voivodia da Podláquia e 614.º lugar na Polônia). Nos anos 2011–2024, o número de habitantes diminuiu 6,4%.
Os habitantes de Czyżew constituem cerca de 4,63% da população do condado de Wysokie Mazowieckie, constituindo 0,22% da população da voivodia da Podláquia.
| Descrição                         | Total      | Total   | Mulheres   | Mulheres | Homens     | Homens  |
| --------------------------------- | ---------- | ------- | ---------- | -------- | ---------- | ------- |
| unidade                           | habitantes | %       | habitantes | %        | habitantes | %       |
| população                         | 2 457      | 100     | 1 223      | 49,8     | 1 234      | 50,2    |
| superfície                        | 5,2 km²    | 5,2 km² | 5,2 km²    | 5,2 km²  | 5,2 km²    | 5,2 km² |
| densidade populacional (hab./km²) | 470        | 470     | 234        | 234      | 236        | 236     |

## Mídia local
Portais de internet
- www.eWysMaz.pl[45]
- www.wysokomazowiecki24.pl[46]